# 후안 파블로 소린
후안 파블로 소린(스페인어: Juan Pablo Sorín, 1976년 5월 5일, 부에노스아이레스)은 아르헨티나의 전 축구 선수로, 2009년 7월 크루제이루 EC를 마지막으로 은퇴를 선언하였다.
그는 아르헨티나, 브라질, 스페인, 이탈리아, 프랑스 등 여러 리그를 거쳤으며, 2002년 FIFA 월드컵과 2006년 FIFA 월드컵에서 활약하였으며, 2006년 FIFA 월드컵에서는 아르헨티나 축구 국가대표팀의 주장으로 출전하였다.
그는 다재다능한 왼쪽 윙백으로, 어디든지 왼쪽 윙으로 플레이 할 수 있다. 그는 별난 방식의 플레이에도 불구하고 수비 역할을 맡으며, 앞쪽에서 종종 공격을 시도, 그의 기술과 헤딩에 큰 영향을 끼친다.

## 수상
아르헨티나
- FIFA 세계 청소년 축구 선수권 대회 : 우승 (1995)
- 코파 아메리카 : 준우승 (2004)
- FIFA 컨페더레이션스컵 : 준우승 (2005)